# Seeshaupt (Schiff, 2012)
Die Seeshaupt ist ein Tagesausflugsschiff im Linienverkehr auf dem Starnberger See. Es ersetzte die gleichnamige Seeshaupt von 1955, die 2011 stillgelegt und verschrottet wurde. Das Schiff wird von der Bayerischen Seenschifffahrt betrieben. Die Taufe erfolgte am 13. Juli 2012 in Seeshaupt durch Karin Baumüller-Söder, die Gattin des Bayerischen Finanzministers. Die Baukosten wurden mit 6,5 Mio. Euro angegeben.

## Geschichte
Der Name des Nachfolgerschiffs der Seeshaupt von 1955 wurde über eine Abstimmung durch die Bevölkerung auf den Webseiten des Bayerischen Rundfunks ermittelt. Für das neue Schiff setzte sich der alte Name mit 57 Prozent vor „Possenhofen“ (30 Prozent) und „Tutzing“ (13 Prozent) durch.
Nach dem Stapellauf im Februar 2012 wurde das Schiff von Mondorf auf dem Rhein bis nach Wörth bei Karlsruhe geschleppt. Dort wurde es längsseits geteilt und mit Tiefladern über die Autobahn in das 300 km entfernte Starnberg gebracht. Dort wurde der Kasko wieder zusammengefügt und der Endausbau durchgeführt.
Zwei Wochen nach ihrer Taufe rammte die zu diesem Zeitpunkt nicht mit Fahrgästen besetzte Seeshaupt am  27. Juli 2012 bei einem Rückwärtsmanöver mit ihrem Heck den mit rund 20 Gästen besetzten Terrassensteg des Restaurants Undosa in Starnberg, welcher sich in der Nähe des Schiffsanlegers befindet. Dabei wurden fünf Lokalgäste leicht verletzt. Das Schiff wurde vorübergehend aus dem Linienbetrieb genommen. Die zuständige Staatsanwaltschaft ordnete ein technisches Gutachten an, da ein technischer Defekt unfallursächlich sein könne. Als Unfallverursacher wurde nach Erläuterung des Schifffahrtsgeschäftsführer Walter Stürzl der Kapitän festgestellt, der „zu spät bemerkt [hatte], dass die Motoren ausgekuppelt waren und somit kein Vorwärtsschub möglich war“.